# Janne Frisk
Jan Yngve Frisk, född 29 november 1944 i Orsa, Dalarna, är en före detta gitarrist i Hep Stars.
Frisk köpte sin första gitarr hos Piano Nisse i Orsa. Sin första betalda spelning hade han på Fryksås fäbodpensionat tillsammans med brodern Henry. Han flyttade som 15-åring till Stockholm där han så småningom träffade Lelle Hegland och Christer Petterson vilka han sedan spelade tillsammans med i gruppen Hep Stars. Under en period när Hep Stars officiellt var nedlagt spelade de tillsammans i Gummibandet.
Frisk har även kompat bland andra Andrew Walter och Erik Frank.